# Epsilon1 Lyrae
Epsilon1 Lyrae (4 Lyrae) é uma estrela binária na direção da constelação de Lyra. Possui uma ascensão reta de 18h 44m 20.34s e uma declinação de +39° 40′ 11.9″. Sua magnitude aparente é igual a 4.67. Considerando sua distância de 162 anos-luz em relação à Terra, sua magnitude absoluta é igual a 1.19. Pertence à classe espectral F1V. É componente do sistema epsilon Lyrae.